# 돈 브로디

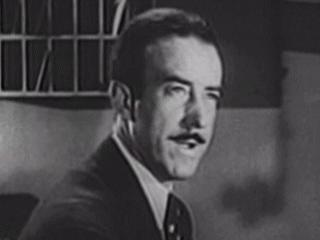

돈 브로디(Don Brodie, 1899년 5월 29일 ~ 2001년 1월 8일)는 미국의 배우, 텔레비전 배우이다.
신시내티에서 태어났으며 로스앤젤레스에서 사망하였다.

## 영화
- 방황의 도시 (1980년) - 디스패처 역
- 마녀의 산 (1975년)
- 블랙켄슈타인 (1973년)
- 작은 거인 (1970년)
- 결혼을 어떻게 하나요 (1969년)
- 겟 스마트 (1965년)
- 잇 해펀드 앳 더 월드 페어 (1963년)
- 미스터 에드 (1961년)
- 나의 세 아들 (1960년)
- 사랑의 비약 (1958년)
- 에이프릴 인 파리스 (1952년)
- 딕 트레이시 - 1950년 시리즈 (1950년)
- 레츠 댄스 (1950년)
- 하비 (1950년)
- 마이 드림 이즈 유어스 (1949년)
- 춤추는 대뉴욕 (1949년)
- 아일랜드의 운수 (1948년)
- 미스터 브랜딩스 (1948년)
- 우회 (1945년) - 중고차 판매원 역
- 데이 갓 위 컨버드 (1943년)
- 라이프 비긴즈 포 앤디 하디 (1941년)
- 세컨드 코러스 (1940년)
- 리듬 온 더 리버 (1940년)
- 뮤직 인 마이 하트 (1940년)
- 싱가폴 가는 길 (1940년)
- 브로드웨이 멜로디 오브 1940 (1940년)
- 피노키오 (1940년)
- 우먼 닥터 (1939년)
- 스토리 오브 버넌 앤 아이린 캐슬 (1939년)
- 브로드웨이 세레나데 (1939년)
- 기브 미 어 세일러 (1938년)
- 매드 어바웃 뮤직 (1938년)
- 찰리 찬 앳 더 올림픽 (1937년) - 아나운서 역
- 쓰루브레드 돈 크라이 (1937년)
- 키드 갈라드 (1937년)
- 굿바이 마이 라이프 (1937년)
- 내일을 위한 길 (1937년)
- 페이지 미스 글로리 (1935년) - 뉴스 포토그래퍼 역
- 렉클리스 (1935년)
- 뮤직 이즈 매직 (1935년)
- 메트로폴리탄 (1935년)
- 하드 투 핸들 (1933년)
- 더 프라이즈파이터 앤 더 레이디 (1933년)
- 정글의 왕 (1933년)
- 미트 더 바론 (1933년)